# Estación de Briviesca
Estación de Briviesca vasútállomás Spanyolországban, Briviesca városban.

## Vasútvonalak
Az állomást az alábbi vasútvonalak érintik:
- Madrid-Hendaya-vasútvonal

## Kapcsolódó állomások
A vasútállomáshoz az alábbi állomások vannak a legközelebb: